# روس هايدرو
روس هايدرو (بالإنجليزية: RusHydro)‏، (الاسم السابق: هايدرو-أو جي كيه، (بالروسية: РусГидро)) هي شركة روسية للطاقة الكهرومائية. اعتبارًا من أوائل عام 2012، تبلغ سعتها 34.9 جيجاوات. إنها ثاني أكبر شركة منتجة للطاقة الكهرومائية في العالم وهي أكبر شركة لتوليد الطاقة في البلاد وأكبر خليفة لـ راو يو إي أس . خضعت المجموعة، المملوكة جزئيًا للحكومة، لعملية اندماج كبيرة بدءًا من يوليو 2007. رئيس الشركة هو يفغيني دود. يقع مكتبها الرئيسي في منطقة أوبروشفيسكي، جنوب غرب أوكروج الإدارية، موسكو.

## روابط خارجية
- Official site
- Official site باللغة الروسية
- RusHydro completes consolidation, '07 results jump International Water Power and Dam Construction 10 July 2008
- Big blue A clean-power colossus hopes to grow even bigger Jul 24th 2008 The Economist print edition